# Plone
 (транскр.  Плон) бесплатан је ЦМС софтвер отвореног типа изграђен на Зопов сервер за апликације. Плон је позициониран као "ЦМС Предузеће" и често је коришћен за интранете и као део веб присуства великих организација. Корисници јавног сектора високог профила обухватају Амерички Федерални биро за истраживање, Бразилску владу, Уједињене нације, град Берн(Швајцерска), влада Новог јужног Валеса(Аустралија) и Европска агенција за животну средину. Плонови заговорници наводе свој запис о сигурности и његову доступнос као разлог за одабирање Плона.
Плоне има дугу традицију развоја који се дешава у тзв. "Хакатон", састанцима саговорника у току неколико дана, први који су одржани 2003.  године, а девет се одржало 2014. године. Највећи Хакатон године је спринт одмах након годишње конференције. Неки Хакатони се сматрају стратешким, тако да су финансирани директно из Плоне Фондације, иако је врло мало присутних директно спонзорисано. Фондација Плон такође држи и примењује сва ауторска права и заштићене жигове у Плону, уз помоћ правног саветника из Центра за право на софтверску слободу.

## Предности и мане
Поређење ЦМС-ова 2007. оцијењено је високо у низу категорија (усклађеност стандарда, контрола приступа, интернационализација, агрегација, садржај који генерише корисник, микро апликације, активне групе корисника и вриједност). Међутим, пошто већина главних ЦМС-ова, укључујући Плон, Друпал, Вордпрес и Јоомла, од тада доживљавају велики развој, може се извући само ограничена вредност из овог поређења. Плон је доступан на многим различитим оперативним системима, због коришћења основних технологија независних од платформе, као што су Пајтон и Зоп. Плонов административни интерфејс заснован на Вебу је оптимизован по стандардима, што омогућава да ради са најчешћим веб прегледачима и користи додатне стандарде приступачности за помоћ корисницима који имају сметње у развоју. Све функције компаније Плон су прилагодљиве, а бесплатни додаци су доступни на Плоновој веб страници.